# Erich Eliskases
Erich Gottlieb Eliskases (Innsbruck, 15 de febrero de 1913 – Córdoba, 2 de febrero de 1997) fue un gran jugador de ajedrez austríaco, posteriormente nacionalizado argentino, que alcanzó el título de Gran Maestro Internacional.
Nace el 15 de febrero de 1913 en Innsbruck, Austria. A los 15 años gana el torneo provincial del Tirol, lo cual le da la posibilidad de participar, el año siguiente, en el campeonato nacional de Austria. Allí se produce su primer gran triunfo al terminar primero junto al maestro austríaco Glass (+5=3-1). 
Trabaja para la revista de ajedrez 'Wiener Schachzeitung', una de las más importantes en aquellos tiempos, de la cual se convierte en Jefe de Redacción en 1936. Esto junto con su práctica de ajedrez postal lo convierte en un profundo analista. 
En 1932 gana un match contra GM Rudolf Spielmann (+3=5-2), éxito que repite en 1936 (+2=7-1) y en 1937 (+2=8-0). Sus mejores participaciones en torneos internacionales son: Trebitsch Memorial, 1935, primero junto con Lajos Steiner y Noordwijk, 1938, primero delante de Paul Keres y Max Euwe (+6=3-0). 
En 1937 Alexander Alekhine lo elige como su analista en su segundo match contra Euwe. En 1939 gana un match contra Efim Bogoljubow (+6=11-3). En su momento es considerado como un posible futuro campeón mundial, y así lo menciona Alekhine en un artículo donde argumenta en contra de un nuevo match contra José Raúl Capablanca. Alekhine proponía un match entre Keres y Eliskases, del cual decía que tenía un estilo universal. 

## Trayectoria en Argentina
Ya radicado en Argentina gana el torneo internacional de Mar del Plata en 1948 delante de Gideon Ståhlberg (+9=8-0), y luego el Zonal Sudamericano que se jugó en la misma ciudad en 1951. Termina en el décimo lugar en el Interzonal de Saltsjöbaden, Suecia, en 1952. La FIDE le otorga el título de GM en 1952. 
Representó a su país natal, Austria, en tres olimpíadas (1930, 1933 y 1935). En la olimpíada de 1935 obtuvo la medalla de oro al tercer tablero (+12=6-1). Después de la anexión de Austria a Alemania compite por este país en las Olimpíadas de 1937 y 1939. Durante la olimpíada de 1939 en Buenos Aires comienza la guerra y decide quedarse en Sudamérica, primero en Brasil y luego en Argentina donde finalmente se radica. Representa a Argentina en varias olimpíadas (1952, 1958, 1960 y 1964). Es el único jugador del mundo que representó a tres países distintos en las olimpíadas de ajedrez.
La variante Eliskases en la defensa Francesa fue introducida contra Keres en 1938. 
En 1976 Eliskases intenta volver a radicarse en Austria (Tirol), pero su esposa no logra aclimatarse al nuevo país y vuelven a Córdoba, donde muere en 1997.